# دی‌جی وایت شدو
«پائول بلر» (انگلیسی: Paul Blair) که با نام مستعار «دی‌جی وایت شدو» (انگلیسی: DJ White Shadow) شناخته می‌شود، آهنگساز و دی‌جی آمریکایی است، و در حال حاضر در شیکاگو، ایلینوی مستقر است.
او بهترین تهیه‌کننده شناخته‌شده برای یو-گی-او و آلبوم‌های اینگونه زاده شده‌ام و آرت‌پاپ لیدی گاگا است.
همچنین بلر برای کارش در آلبوم اینگونه زاده شده‌ام لیدی گاگا نامزد دریافت یک جایزه گرمی در سال ۲۰۱۲ شده بود. در ۲۰۱۸ وی تهیه‌کنندگی و نویسندگی ۶ از ۱۹ ترانه موسیقی متن فیلم ستاره‌ای متولد شده‌است از لیدی گاگا و بردلی کوپر را برعهده گرفت. موسیقی متن در رتبه نخست از فهرست بیلبورد ۲۰۰ قرار گرفت و توانست برنده جایزه گرمی بهترین موسیقی متن تلفیقی برای رسانه بصری شود.